# Wachtang I. Gorgassali

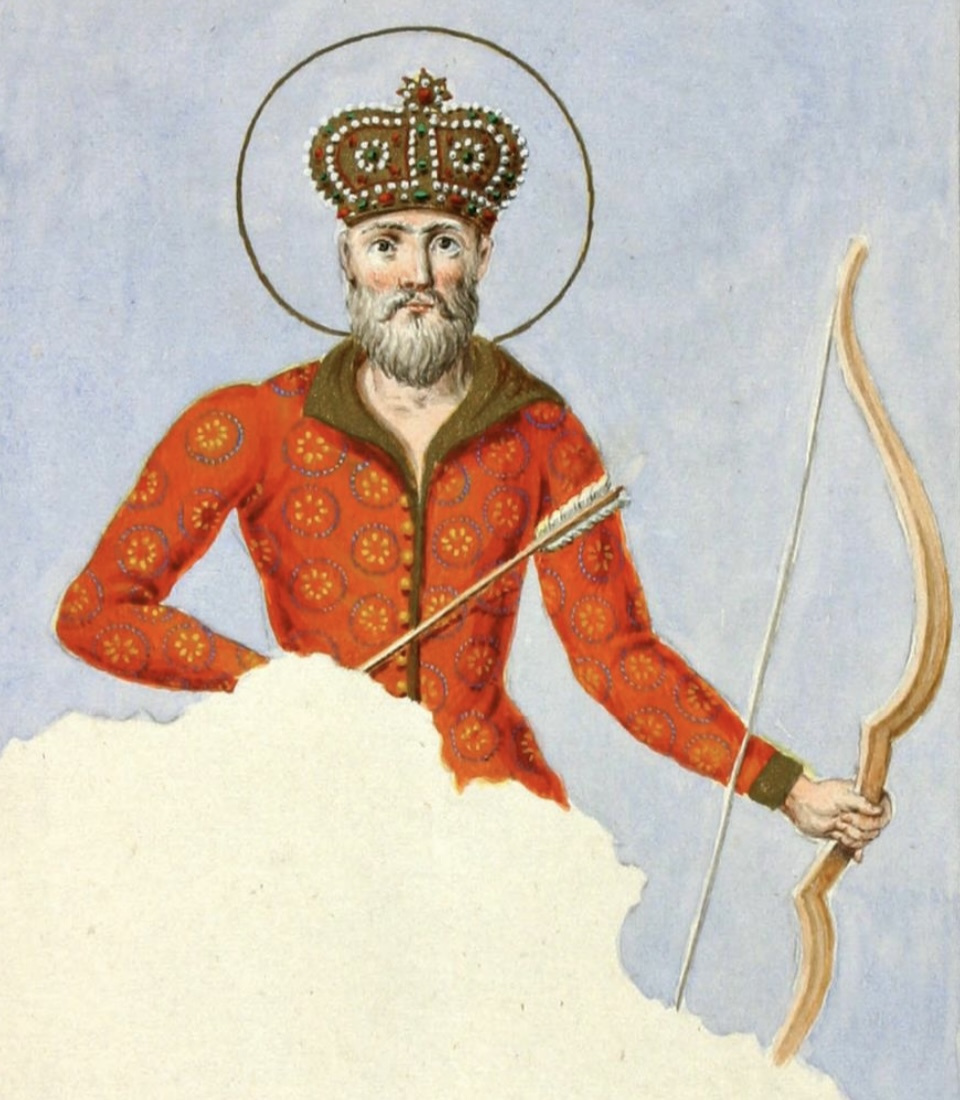
Wachtang I. Gorgassali auf Fresko in der Swetizchoweli-Kathedrale in Mzcheta aus dem 17. Jahrhundert

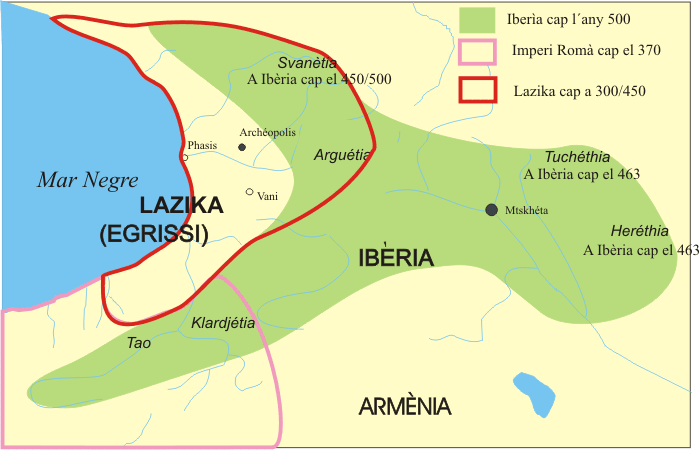
Iberien unter Wachtang I. Gorgassali

Wachtang I. Gorgassali (georgisch ვახტანგ I გორგასალი; * 440; † 502 in Udscharma, Iberien) war ein georgischer König aus der Dynastie der Chosroiden. Von 452 bis 502 herrschte er über das Königreich Iberien. Er führte einen Krieg gegen das spätantike persische Sassanidenreich und gründete Tiflis, die heutige georgische Hauptstadt.

## Leben
Wachtang I. Gorgassali wurde als Sohn des iberischen Königs Mirdat V. und der Königin Sagducht von Ran geboren.
Der Beiname Gorgassali ist eine Abwandlung des persischen Worts Gorgaslan, Gurgaslan bzw. Gorgasar (dt. Wolfskopf). Er erhielt ihn von den persischen Kriegsgegnern, bezogen auf die Form seines Helms.
Wachtang war mit einer persischen Fürstin verheiratet. Er schützte die nördlich Iberiens gelegenen Gebirgspässe durch den Großen Kaukasus, besiegte die Alanen und nahm angeblich an persischen Feldzügen gegen das Oströmische Reich teil, eventuell auch an den Kriegen des Perserkönigs Peroz I. gegen die Hephthaliten von 474 bis 476. Allerdings ist die Quellenlage durch die spätere Überlieferung teils verzerrt. Über militärische Aktionen Persiens gegen Ostrom zu dieser Zeit wird zudem in den vorhandenen spätantiken Quellen nichts berichtet (siehe Römisch-Persische Kriege: nach 441 und vor 502 kam es zu keinem militärischen Konflikt zwischen beiden Großreichen), so dass diese Angaben mehr als zweifelhaft sind.
Er fühlte sich von Persien in seiner politischen Unabhängigkeit beeinträchtigt. Deshalb bemühte er sich, seine Position zu stärken, indem er die Autokephalie der georgischen orthodoxen Kirche unterstützte, die zu Byzanz gehörigen westgeorgischen Länder Egrisi, Lasika und Abchasien unter seine Herrschaft brachte, die iberischen Festungen ausbaute, ein Bündnis mit den Armeniern schloss und Vorbereitungen zu einem großangelegten anti-persischen Aufstand traf.
482 ordnete er an, Warsken, den Vizekönig einer iberischen Provinz und treuen persischen Vasallen, zu töten. Der Legende nach soll Warsken seine Frau Schuschanik 475 in den Kerker geworfen haben, weil sie nicht den persischen Glauben annehmen wollte (siehe Martyrium der Heiligen Schuschanik). Wachtang heiratete angeblich die Oströmerin Helena und soll den oströmischen Kaiser Zenon um Hilfe ersucht haben. Doch die Hilfe blieb aus. Der georgisch-armenische Aufstand von 482 wurde niedergeschlagen und das Land 483 und 484 von persischen Strafexpeditionen verwüstet.

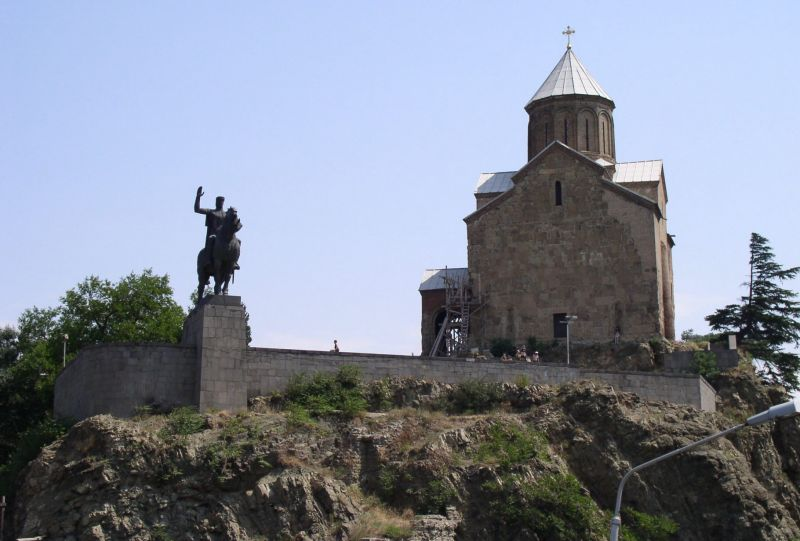
Reiterstandbild Wachtang Gorgassalis vor der Metechi-Kirche in Tiflis

Nach kurzem Exil in Lasika schloss Wachtang mit den Persern Frieden und kehrte 485 nach Iberien zurück. Er weigerte sich jedoch, sich einem weiteren persischen Kriegszug gegen Ostrom anzuschließen. Daraufhin griff Schah Kavadh I. Iberien 502 an. Obgleich die Perser dreifach überlegen waren, gelang es den Iberern, ihre Grenzen in einer viertägigen Schlacht zu verteidigen.
Wachtang wurde am letzten Tag der Schlacht tödlich verletzt. Einer Legende zufolge erschoss ihn einer der königlichen Sklaven durch eine Öffnung seiner Rüstung an der Achsel. Seine Leibwächter brachten ihn in die befestigte Residenz Udscharma, wo er wenige Tage später verstarb. Er wurde in der Swetizchoweli-Kathedrale beerdigt.
Wachtang Gorgassali wurde ein georgischer Nationalheld. Seine Geschichte wurde im Laufe der Jahrhunderte mit Legenden umwoben. Er ist Inhalt verschiedener georgischer Volkslieder. Mehrere Jahrhunderte wurde die georgische Flagge nach seinem Beinamen Gorgasliani genannt. Heute ist der Orden Wachtang Gorgassali der höchste Orden Georgiens. Die Georgische Orthodoxe Apostelkirche hat ihn zum Heiligen ernannt. Die Worte „Sucht den Tod um Christi willen“ („ეძიებდით სიკვდილს ქრისტესთვის“) gelten als Testament Wachtangs („ვახტანგის ანდერძი“) an alle nachgeborenen Georgier. Seit 1967 grüßt das Reiterdenkmal König Wachtang I. die Besucher als ein Wahrzeichen der georgischen Hauptstadt.

## Die Legende von Tiflis
Wachtang Gorgassali steht im Mittelpunkt der Legende über die Gründung von Tiflis: König Wachtang Gorgassali war auf der Jagd in einem Wald. Sein Falke erlegte einen Fasan. Der Vogel fiel in eine Quelle heißen Wassers. Der König und seine Diener sahen, wie Dampf aus dem Wasser stieg. Überrascht vom Überfluss an heißem Wasser, gab Wachtang den Befehl, an dieser Stelle eine Stadt zu bauen und sie Tphilisi (georgisch Tbilisi, „Platz der warmen Quellen“) zu nennen.